# Guiu de Montfort-Bigorra
Guiu de Montfort (finals del segle xii - Castellnou d'Arri, 1220) va ser comte de Bigorra del 6 de novembre de 1216 a la primavera de 1220 pel seu matrimoni amb Peronella, comtessa de Bigorra. Era fill de Simó de Montfort i d'Alícia de Montmorency.
Guiu es va unir al seu pare a la croada albigesa quan encara era molt jove. El 1216, es va casar amb Peronella, hereva del comtat de Bigorra i del vescomtat de Marsan per la seva mare Beatriu.
Va lluitar al costat del seu pare al setge de Tolosa el 1218, lloc on Simó de Montfort acabaria morint quan una pedra llançada des dels murs de la ciutat li va encertar el cap. El germà gran de Guiu, Amaurí de Montfort, va heretar les terres del seu pare i el comandament de la croada, però les seves dots d'estratega no eren com les del seu pare. Els senyors occitans es van rebel·lar contra ell i Guiu va ser assassinat en un conflicte a Castellnou d'Arri la primavera del 1220.
Guiu va tenir dues filles amb Peronella de Bigorraː
- Alícia (1217/19-1255), que va succeir a Peronella com a comtessa de Bigorra
- Peronella (1217/20-?), que es va casar amb Raül de la Roche-Tesson.